# Karel Ferdinand z Kuefsteinu
Karel Ferdinand František hrabě z Kuefsteinu (německy Karl Ferdinand Franz Graf von Kuefstein, Freiherr auf Greillenstein, 31. července 1838, Viehofen, Dolní Rakousy – 1. února 1925, Greillenstein, Dolní Rakousy) byl rakouský šlechtic, rakousko-uherský politik, diplomat a velkostatkář. Od mládí byl jako majitel velkostatků v Dolních Rakousích dědičným členem panské sněmovny, souběžně působil v diplomacii a nakonec byl rakousko-uherským vyslancem ve Švýcarsku (1895–1902). Proslul mimo jiné jako mecenáš umění a v roce 1918 získal Řád zlatého rouna.

## Životopis

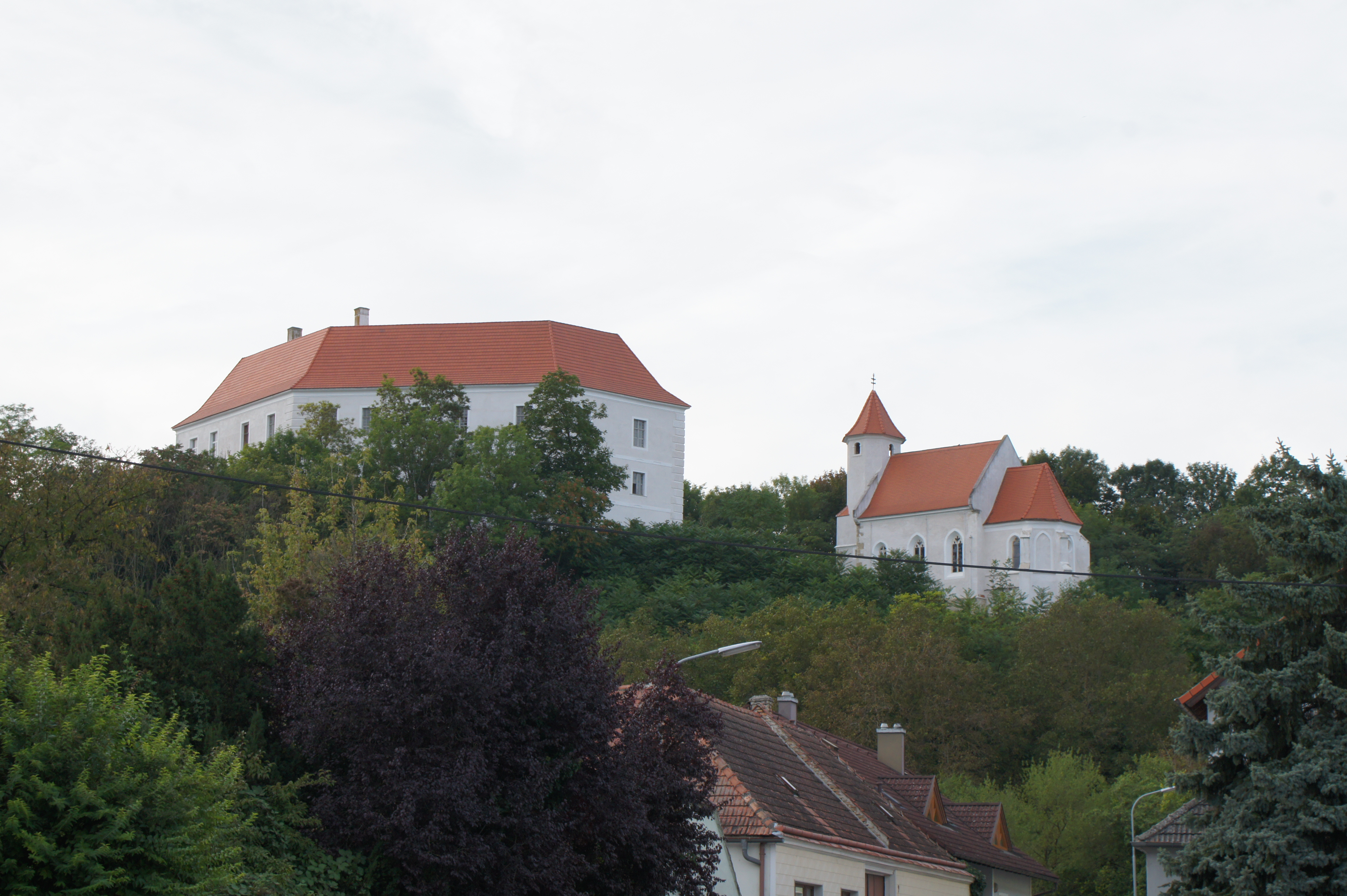
Zámek Viehofen u St. Pöltenu (Dolní Rakousy), rodiště hraběte Karla Kuefsteina

Pocházel ze starého rakouského šlechtického rodu Kuefsteinů, narodil se jako starší syn diplomata Františka Serafína z Kuefsteinu (1794–1871), po matce Guidobaldině (1807–1874) byl potomkem rodu Paarů. 
Studoval na akademii Theresianum a pak práva na univerzitě ve Vídni. Od roku 1860 působil v diplomatických službách, zastával nižší posty v Berlíně, Mnichově a Bruselu, v letech 1873–1881 byl velvyslaneckým radou v Paříži. Od roku 1881 byl s titulem vyslance a zplnomocněného ministra přidělen na ministerstvo zahraničí, diplomatickou kariéru zakončil jako rakousko-uherský vyslanec ve Švýcarsku (1895–1902). V této funkci byl vystaven tlaku v roce 1898, kdy byl viněn, že nedokázal zajistit bezpečnost císařovny Alžběty zavražděné v Ženevě, přestože ta cestovala vždy inkognito a odmítala policejní ochranu. Z diplomatických služeb odešel v roce 1902. V letech 1912–1925 byl předsedou Heraldické společnosti ve Vídni.

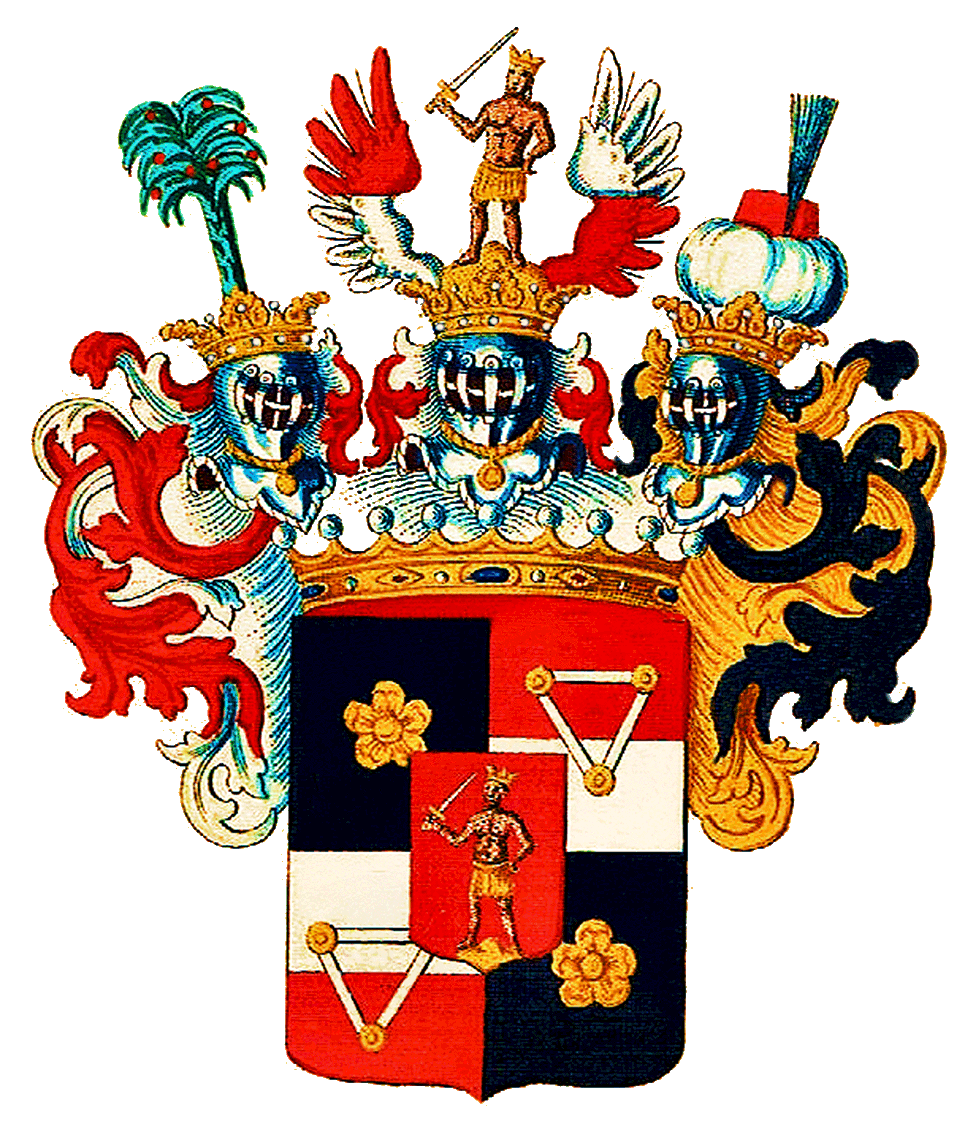
Erb rodu Kuefsteinů

## Tituly a ocenění
Kuefsteinové patřili k tzv. mediatizované šlechtě a v roce 1829 jim byl přiznán nárok na oslovení Jeho Osvícenost (Seine Erlaucht) spojeným s privilegiem užívat knížecí plášť v erbu. Jako příslušník starého šlechtického rodu byl v roce 1860 jmenován c. k. komořím a po otci se v roce 1871 stal dědičným členem rakouské panské sněmovny. V roce 1891 obdržel titul c. k. tajného rady. Během svého působení v diplomacii získal několik vysokých vyznamenání v Rakousku-Uhersku i v zahraničí, mimo jiné byl čestným rytířem Maltézského řádu. Nejvyššího ocenění dosáhl v roce 1918 jako rytíř Řádu zlatého rouna. Do zániku monarchie zastával také dědičný úřad nejvyššího komořího nad stříbry v Dolních a Horních Rakousích.

### Rakousko-Uhersko
- Řád železné koruny II. třídy (1879)
- Řád železné koruny I. třídy (1895)
- Jubilejní pamětní medaile (1898)
- velkokříž Leopoldova řádu (1903)
- Řád zlatého rouna (1918)

### Zahraničí
- velkodůstojník Řádu čestné legie (Francie)
- velkokříž Řádu italské koruny (Itálie)
- Řád Medžidie I. třídy (Osmanská říše)
- důstojník Leopoldova řádu (Belgie)

## Majetek a rodina
Jeho majetkem byl velkostatek Greillenstein v Dolních Rakousích, k němuž patřilo přibližně 1000 hektarů půdy.
V roce 1870 se v Paříži oženil s Marií Magdou Krügerovou (1842–1897). Měli spolu tři dcery, rodový majetek přešel na potomstvo Karlova mladšího bratra Františka (1841–1918).